# Пјер Валтер Полиц
Пјер Валтер Полиц немачки је позоришни редитељ. Ради у градском позоришту у Инглоштату.
Био је члан жирија фестивала Јоаким ИнтерФест.

## Награде
- Прстен са ликом Јоакима Вујића, Књажевско-српски театар, 2005.

## Одабрана театрографија
- Ab jetzt
- BASH - Stücke der letzten Tage
- Das weite Land
- Die Bakchen
- Ein Volksfeind
- Johnny Cash: The Man in Black
- Ladies Night
- Liliom
- Macbeth
- The Räuber
- Traum weißer Pferde
- Сан летње ноћи, Књажевско-српски театар, 2016[3]
- Сеобе[4]
- До голе коже[5][6]